# Пигин, Иван Алексеевич
Иван Алексеевич Пигин (10 [22] августа 1897, Большое Окулово, Липнинская волость, Муромский уезд, Владимирская губерния — 10 ноября 1959, Москва) — советский военачальник, генерал-майор (29 мая 1945 года). Доцент (2 июля 1935 года).

## Начальная биография
Родился 10 августа 1897 года в селе Большом Окулове, в Муромском уезде Владимиркой губернии.
По окончании в 1914 году высшего начального училища в Свияжске и Казанской школы по подготовке учителей начальных училищ работал учителем начальной школы.

## Военная служба

### Первая мировая и гражданская войны
В августе 1915 года призван в ряды Русской императорской армии и зачислен рядовым на правах вольноопределяющегося в 90-й запасной пехотный полк, откуда переведён в 444-ю пешую Харьковскую дружину, после чего принимал участие в боевых действиях на Северо-Западном фронте.
В марте 1916 года И. А. Пигин направлен на учёбу в Горийскую школу прапорщиков, по окончании которой 15 июня того же года был произведен в прапорщики и назначен младшим офицером в 168-м запасном пехотном полку, дислоцированном в г. Ирбит (Пермская губерния). В начале января 1917 года переведён в 545-й пехотный Ахтырский полк (137-я пехотная дивизия), в составе которого служил младшим офицером, командиром роты и командиром батальона и принимал участие в боевых действиях на Западном фронте. В феврале 1918 года И. А. Пигин демобилизован в чине поручика, после чего работал в конторе Навашинского судостроительного завода инструктором всеобщего военного обучения.
В сентябре 1918 года призван в ряды РККА и назначен на должность начальника пулемётной команды в составе 58-го стрелкового полка (7-я стрелковая дивизия). В октябре — ноябре направлен во 2-й Навашинский резервный рабоче-крестьянский полк, где служил инструктором и помощником командира полка.
Весной 1919 года сформировал Выксунский маршевый батальон, который вскоре направлен на Восточный фронт, где батальон был преобразован в отдельный Выксунский крепостной полк, а А. И. Пигин назначен на должность командира полка, который вскоре принимал участие в боевых действиях против войск под командованием А. В. Колчака в ходе Уфимской и Челябинской операций. В сентябре 1919 года полк был развернут в отдельную особую бригаду Восточного фронта, а И. А. Пигин назначен на должность начальником штаба. Зимой 1920 года бригада в составе 5-й стрелковой дивизии передана 1-й Трудовой армии и переименована в 14-ю бригаду.
В мае 1920 года И. А. Пигин назначен на должность командира 40-го стрелкового полка, который передислоцировался на Западный, а затем — на Северный фронт. В составе Северного фронта полк под командованием И. А. Пигин принимал участие в боевых действиях против отрядов белофиннов и белогвардейцев от Печенги до Кеми в ходе Первой советско-финской войны.
В ноябре 1920 года И. А. Пигин назначен на должность начальника штаба 127-й стрелковой бригады. Во время передислокации в район г. Кеми исполнял должность начальника боевого участка Кандалакши. Летом 1921 года бригада передислоцирована в Петроградский военный округ, но в октябре была переброшена в Карелию с целью отражения вторжения финских вооруженных формирований, а И. А. Пигин назначен начальником штаба Карельского района.

### Межвоенное время
Весной 1922 года 127-я стрелковая бригада передислоцирована в Петроград, где была преобразована в 1-ю пограничную дивизию, а И. А. Пигин назначен начальником штаба.
С октября 1922 года служил инспектором пехоты штаба Петроградского военного округа, однако после упразднения должности в феврале 1923 года переведён на должность помощника командира 47-го стрелкового полка (16-я стрелковая дивизия, 1-й стрелковый корпус) в Кронштадте. В течение 1923 года исполнял должность командира этого же полка. В период с октября 1924 по октябрь 1925 года учился на курсах «Выстрел».
В августе 1926 года направлен на учёбу в Военную академию имени М. В. Фрунзе, по окончании которой в июне 1929 года назначен на должность помощника начальника штаба 33-й стрелковой дивизии, дислоцированной в Могилёве, а в мае 1930 года — на должность инспектора по мобилизационной работе войсковых частей 2-го отдела штаба Белорусского военного округа. В январе 1931 года И. А. Пигин направлен на учёбу в адъюнктуру при Военной академии имени М. В. Фрунзе, одновременно с учёбой с июня 1932 года исполнял должность начальника 4-го сектора.
По окончании адъюнктуры в апреле 1934 года назначен на должность начальника Научно-исследовательского отдела Военной академии имени М. В. Фрунзе. 2 июля 1935 года присвоено ученое звание «доцент». В июне 1935 года переведён на должность начальника отдела боевой подготовки штаба Уральского военного округа.
В апреле 1938 года Иван Алексеевич Пигин был уволен из рядов РККА и арестован органами НКВД, однако в марте 1940 года был освобождён, восстановлен в кадрах РККА и назначен на должность преподавателя тактики Высшей военной школы штабной службы в Москве, а в марте 1941 года — на должность старшего преподавателя кафедры службы штабов Военной академии имени М. В. Фрунзе.

### Великая Отечественная война
С началом войны находился на прежней должности. В феврале 1942 года назначен на должность старшего преподавателя, а в июле — на должность начальника кафедры пехоты Военной академии имени М. В. Фрунзе.
В июне 1943 года И. А. Пигин зачислен в распоряжение Главного управления кадров НКО и в конце месяца назначен начальником отдела боевой подготовки штаба 53-й армии, а в октябре — заместителем начальника штаба армии по ВПУ и принимал участие в боевых действиях в ходе Курской битвы, Белгородско-Харьковской наступательной операции и освобождения Левобережной Украины, битвы за Днепр, Корсунь-Шевченковской и Уманско-Ботошанской наступательных операций. В период с 28 апреля по 8 мая 1944 года исполнял должность командира 110-й гвардейской стрелковой дивизии, находившейся на переформировании, а в период с 21 июня по 15 июля того же года исполнял должность командира 89-й гвардейской стрелковой дивизии. В конце июля назначен на должность заместителя начальника штаба — начальника оперативного отдела штаба 53-й армии и принимал участие в ходе Ясско-Кишинёвской, Дебреценской и Будапештской наступательных операций.
10 марта 1945 года полковник И. А. Пигин назначен на должность начальника штаба 40-й армии, которая вела боевые действия в ходе Братиславско-Брновской и Пражской наступательных операций.

### Послевоенная карьера
После окончания войны находился на прежней должности.
В октябре 1945 года направлен в Военную академию имени М. В. Фрунзе, где назначен на должность ученого секретаря Учёного совета, а в апреля 1947 года — на должность старшего преподавателя по оперативно-тактической подготовке — тактического руководителя учебной группы основного факультета.
Генерал-майор Иван Алексеевич Пигин 10 января 1949 года вышел в запас по болезни.
Скончался 10 ноября 1959 года на 63-м году жизни в Москве. Похоронен на Преображенском кладбище.

## Награды
- Орден Ленина (21.02.1945);
- Четыре ордена Красного Знамени (30.10.1944, 03.11.1944, 08.06.1945, 20.06.1949);
- Орден Отечественной войны I степени (19.04.1944);
- Медали.